# Ломакин, Олег Леонидович
Ломакин Олег Леонидович (26 августа 1924, Красный Холм, Тверская губерния — 25 марта 2010, Санкт-Петербург) — советский живописец и график, Заслуженный художник РСФСР, член Санкт-Петербургского Союза художников (до 1992 года — Ленинградской организации Союза художников РСФСР), портретист, жанровый живописец.

## Биография
Олег Леонидович Ломакин родился 26 августа 1924 года в городе Красный Холм Тверской губернии. После переезда семьи в Ленинград занимался в районной художественной школе, затем в студии городского Дворца пионеров, а в 1940 году был принят в восьмой живописный класс Средней художественной школы при Всероссийской Академии художеств. Среди своих педагогов Ломакин впоследствии будет особо выделять Л. С. Шолохова, которого считал своим первым учителем.
После начала Великой Отечественной войны и блокады Олег Ломакин оставался в Ленинграде. В феврале 1942 вместе со Средней художественной школой был эвакуирован в Самарканд. Летом 1942 был призван в Красную Армию и направлен в зенитно-артиллерийское училище, по окончании которого воевал под Курском, где был тяжело ранен. Демобилизовался по инвалидности в звании ефрейтора. Награждён орденом Отечественной войны 2-й степени, медалями «За отвагу», «За победу над Германией».
В 1944 году Олег Ломакин вернулся к учёбе в СХШ, которую окончил в 1946 году. В этом же году поступил на первый курс живописного отделения ЛИЖСА имени И. Е. Репина. Занимался у С. М. Михайлова, М. Д. Бернштейна, В. Л. Анисовича, А. Д. Зайцева, П. И. Ивановского, Б. В. Иогансона. В 1952 году окончил институт по мастерской профессора Бориса Иогансона с присвоением квалификации художника живописи. Дипломная работа — картина «М. Калинин среди своих односельчан».
Участвовал в выставках с 1952 года. Писал портреты, жанровые и исторические композиции, пейзажи. Признанный мастер портретного жанра. Среди лучших произведений «Портрет художника В. Овчинникова» (1956), «Портрет художника Я. Голубева» (1958), «Портрет художника А. Пархоменко» (1957), «Портрет учителя Л. Тараканова» (1961), «Портрет художника И. Варичева» (1965), «Репетиция (Д. Шостакович и Е. Мравинский)» (1967), «Портрет В. Поляковой» (1973), «Портрет академика Ф. Углова» (1978), «Портрет артиста В. Романова» (1979), «Портрет профессора Г. Ряжкина» (1980), «Портрет художника Н. Баскакова» (1982), «Портрет профессора Р. Житнюка» (1983), «Портрет академика Л. Фадеева» (1984) и ряд других.
Отдельную тему в творчестве 1960—1970 годов образуют произведения, посвящённые жизни и людям современной деревни. Среди них «На работу в колхоз», «Весна в Шувалове», «Свинарки» (все 1960), «На колхозной ярмарке», «Портрет знатного птицевода Н. Хямялляйнен» (обе 1961), «Портрет тракториста Ивана Смирнова», «Портрет свинарки» (обе 1964), «Птичница» (1968), «Колхозный конюх» (1972), «Доярка», «Механизатор» (обе 1973), «Портрет тракториста Матвиенко», «Портрет механизатора И. Смирнова», «Портрет доярки Сидоровой» (все 1975) и другие.
Среди многочисленных женских образов, созданных художником, работы «Портрет девушки» (1962), «Катя», «Портрет строителя Александры Фёдоровой» (1964), «Женский портрет» (обе 1965), «Филолог И. Красовская» (1971), «Медсестра» (1970), «Химик Любовь Тимофеева» (1972), «Таня» (1974), «Обнажённая» (1975), «Портрет Зои Ким» (1977), «Портрет матери художника» (1983), «Женщина с шалью» (1986) и другие.
В 1960—1980-е годы Ломакин неоднократно обращался к жанру группового картины-портрета, создав ряд запоминающихся коллективных образов современника. Среди них «Трактористы» (1964), «Бригада Кировского завода», «Свадьба» (обе 1975), «Труженики Кировского завода» (1977), «Ленин с рабочими», «Рабочие Кировского завода», «Коллективный портрет врачей» (все 1980), «Строители» (1981), «Сварщики газопровода» (1983), «Портрет ветеранов Великой Отечественной войны Н. Стрелкова, И. Палкина, В. Ильина» (1984).
Олег Ломакин был членом Санкт-Петербургского Союза художников (до 1992 года — Ленинградской организации Союза художников РСФСР) с 1952 года. В 1981 был удостоен почётного звания Заслуженный художник РСФСР. В 1989—1992 годах работы художника с успехом были представлены на выставках и аукционах русской живописи L' Ecole de Leningrad во Франции. В 1990-е годы его произведения экспонировались также на выставках и аукционах русской живописи в Бельгии, Англии, США, где его творчество также получило известность и приобрело своих ценителей.
Скончался в Санкт-Петербурге 25 марта 2010 года на 86-м году жизни.
Произведения О. Л. Ломакина находятся в собраниях Государственного Русского музея, в многочисленных музеях и частных собраниях в России, Франции, Великобритании, Корее, Японии, Германии, Италии, США и других странах.

## Выставки
- 1952 год (Ленинград): Выставка дипломных работ выпускников института имени И. Е. Репина 1952 года.
- 1956 год (Ленинград): Осенняя выставка произведений ленинградских художников 1956 года.
- 1957 год (Ленинград): 1917—1957. Юбилейная выставка произведений ленинградских художников, посвящённая 40-летию Великой Октябрьской социалистической революции.
- 1957 год (Мурманск): Передвижная выставка произведений ленинградских художников 1957 года.
- 1957 год (Москва): Всесоюзная художественная выставка, посвящённая 40-летию Великой Октябрьской социалистической революции.
- 1958 год (Ленинград): Осенняя выставка произведений ленинградских художников 1958 года.
- 1960 год (Ленинград): Выставка произведений ленинградских художников 1960 года в залах ЛОСХ.
- 1960 год (Ленинград): Выставка произведений ленинградских художников в Государственном Русском музее.
- 1960 год (Москва): Советская Россия. Республиканская художественная выставка 1960 года.
- 1961 год (Ленинград): Выставка произведений ленинградских художников 1961 года.
- 1962 год (Ленинград): Осенняя выставка произведений ленинградских художников 1962 года.
- 1964 год (Ленинград): Ленинград. Зональная выставка произведений ленинградских художников 1964 года.
- 1965 год (Москва): Всесоюзная художественная выставка «На страже мира», посвящённая 20-летию Победы советского народа в Великой Отечественной войне 1941—1945 годов .
- 1965 год (Ленинград): Весенняя выставка произведений ленинградских художников 1965 года.
- 1965 год (Москва): Советская Россия. Вторая Республиканская художественная выставка 1965 года.
- 1967 год (Москва): Советская Россия. Третья Республиканская художественная выставка 1967 года.
- 1968 год (Москва): Всесоюзная художественная выставка «На страже Родины» 1968 года, посвящённая 50-летию Вооруженных сил СССР.
- 1971 год (Ленинград): Осенняя выставка произведений ленинградских художников 1971 года.
- 1971 год (Ленинград): Наш современник. Каталог выставки произведений ленинградских художников 1971 года.
- 1972 год (Ленинград): Наш современник. Вторая выставка произведений ленинградских художников 1972 года.
- 1972 год (Ленинград): По Родной стране. Выставка произведений ленинградских художников 1972 года, посвящённая 50-летию образования СССР.
- 1973 год (Ленинград): Наш современник. Третья выставка произведений ленинградских художников 1973 года.
- 1975 год (Ленинград): Наш современник. Зональная выставка произведений ленинградских художников 1975 года.
- 1975 год (Москва): Советская Россия. Пятая республиканская художественгная выставка 1975 года.
- 1976 год (Ленинград): Портрет современника. Пятая выставка произведений ленинградских художников 1976 года.
- 1976 год (Москва): Изобразительное искусство Ленинграда. Ретроспективная выставка произведений ленинградских художников.
- 1977 год (Ленинград): Выставка произведений ленинградских художников — ветеранов Великой Отечественной войны.
- 1977 год (Ленинград): Выставка произведений ленинградских художников 1977 года, посвящённая 60-летию Великого Октября.
- 1978 год (Ленинград): Выставка произведений ленинградских художников — ветеранов Великой Отечественной войны.
- 1980 год (Ленинград): Зональная выставка произведений ленинградских художников 1980 года.
- 1981 год (Ленинград): Выставка произведений ленинградских художников — ветеранов Великой Отечественной войны.
- 1984 год (Ленинград): Подвигу Ленинграда посвящается. Выставка произведений ленинградских художников 1984 года, посвящённая 40-летию полного освобождения Ленинграда от вражеской блокады.
- 1985 год (Ленинград): 40 лет Великой победы. Выставка произведений ленинградских художников — ветеранов Великой Отечественной войны.
- 1987 год (Ленинград): Выставка произведений ленинградских художников — ветеранов Великой Отечественной войны.
- Февраль 1991 года (Париж): Выставка «Русские художники».
- 1997 год (Санкт-Петербург): Выставка «Связь времён. 1932—1997. Художники — члены Санкт-Петербургского Союза художников России. К 65-летию Санкт-Петербургского Союза художников» в ЦВЗ «Манеж».